# La Puebla de Almoradiel
La Puebla de Almoradiel é um município da Espanha na província de Toledo, comunidade autónoma de Castilla-La Mancha, de área 106 km² com população de 5770 habitantes (2006) e densidade populacional de 52,66 hab/km².

## Demografia
| Variação demográfica do município entre 1991 e 2004 | Variação demográfica do município entre 1991 e 2004 | Variação demográfica do município entre 1991 e 2004 | Variação demográfica do município entre 1991 e 2004 |
| --------------------------------------------------- | --------------------------------------------------- | --------------------------------------------------- | --------------------------------------------------- |
| 1991                                                | 1996                                                | 2001                                                | 2004                                                |
| 5401                                                | 5360                                                | 5526                                                | 5594                                                |